# Peter Adamkovič
Peter Adamkovič (* 24. Juni 1970 in Prešov) ist ein slowakischer Jazzmusiker (Keyboards, Komposition).

## Wirken
Adamkovič studierte von 1987 bis 1992 Erziehungswissenschaften an der Pavol-Jozef-Šafárik-Universität in Prešov. Zwischen 1992 und 1994 gehörte er zur Tralala Band, die sich auf Fusionsmusik spezialisiert hatte und auch in Frankreich auftrat.
1993 gründete Adamkovič mit dem Bassisten Martin Marinčák und dem Schlagzeuger Stano Cvacinger das AMC Trio, das bis heute besteht und mit Gästen wie Philip Catherine, Bill Evans, Mark Whitfield oder Ulf Wakenius arbeitete. Auf seinem siebten Album Following the Light (2023) hatte das AMC Trio Randy Brecker und Ada Rovatti zu Gast. Mit Marinčák sowie dem Gitarristen Piotr Olszewski und dem Schlagzeuger Jozef Eliasz gründete er weiterhin 1994 das Quartett Interface. 1997 wurde er zudem Mitglied des Acoustic Jazz Trio (mit Miloš Železňák und Marinčák) und der Fusion-Formation No More Jazz von Miloš Železňák, mit der er im Folgejahr durch die Slowakei tourte. Er ist auch auf Alben von Samuel Marinčák zu hören.

## Preise und Auszeichnungen
2003 erhielt Adamkovič den Ladislav-Martonik-Preis für die Organisation von Jazz-Veranstaltungen in Prešov, pädagogische Tätigkeit im Bereich Jazz und für aktives Musizieren. Mit dem AMC Trio wurde er für das Album One Way Road to My Heart mit dem Radio Head Award für das beste Jazzalbum 2013 und mit dem Publikumspreis für die beste CD des Jahres 2017 beim Esprit-Wettbewerb ausgezeichnet.